# N型貨物船
N型貨物船（エヌがたかもつせん）は、日本郵船が運航した貨物船の形式のひとつ。1933年（昭和8年）から1935年（昭和10年）の間に三菱長崎造船所、横浜船渠および浦賀船渠で計6隻が建造された。日本郵船における本格的なディーゼル貨物船の最初のクラスとして船舶改善助成施設の適用を受けて建造され、ニューヨーク航路に就航して船質改善に一役買った。太平洋戦争では全船が日本海軍と日本陸軍に徴傭され、すべて戦没した。
本項では、主に建造までの背景や特徴などについて説明し、船歴については略歴の形で一覧としてまとめている。単独項目として作成されている船に関しては、そちらも参照されたい。

## 建造までの背景
日本郵船の貨物船隊の主力として四次にわたって建造および購入されたT型貨物船は、年を経ることに陳腐化していった。1930年代に入り、ディーゼルエンジン搭載の貨物船が続々就航すると、速力の面では全く勝負にならなくなってきた。T型貨物船に事実上止めを刺したのは、ライバルの大阪商船が就航させた畿内丸型貨物船の登場であった。国際汽船や三井物産船舶部などもこれに追随して高速ディーゼル貨物船を建造して、北アメリカ航路を席巻するようになった。ところが、日本郵船はこの貨物船競争に完全に出遅れる。日本郵船は1920年代後半から1930年代前半にかけて、経営していた命令航路就航の貨客船を「浅間丸」（16,947トン）や「氷川丸」（11,622トン）、「照国丸」（11,931トン）などの新鋭船に置き換える事業に8000万円も要しており、貨物船隊の整備に投資する余力は当面なかった。ディーゼル貨物船については「愛宕丸」（7,542トン）と「飛鳥丸」（7,523トン）を購入して就航させていて決して無縁ではなかったものの、畿内丸型貨物船などの新鋭船の前には「愛宕丸」と「飛鳥丸」も速力の面では勝負にならず、はや型遅れのディーゼル船となっていた。北アメリカ航路就航の日本の貨物船の主力貨物は横浜港積み出しの生糸輸送であったが、日本郵船の貨物船に関して言えば、主力行先はシアトルやサンフランシスコに限られ、ニューヨーク向けの生糸はゼロであった。
日本郵船に危機感がなかったわけではなく、すでに1929年（昭和4年）の時点で新鋭貨物船10隻をそろえるべきという提言が出されていた。しかし、先述の命令航路貨客船の整備で手いっぱいだったことに加え、日本郵船社内で「客船こそが船会社の顔」的な思想が主流だったため、貨物船の建造になかなか踏み切れなかった。転機となったのは1932年（昭和7年）に実施された船舶改善助成施設である。このことと生糸輸送に関する現実を目の当たりにして日本郵船もようやく目を覚まし、1933年（昭和8年）1月の取締役会で新型貨物船を建造することに決めた。これがN型貨物船である。船名の頭文字はすべて「N」からはじまる地名に統一されている。N型貨物船1隻あたりの建造費は230万円と見積もられたが、このうち40万円は助成施設に基づく助成金であり、見合解体船の処分による収入40万円とともに控除された。日本郵船の負担は1隻あたり150万円に抑えられ、6隻で900万円となったが手持ちの資金で足りる勘定となった。

## 一覧
| 船名   | 起工           | 進水           | 竣工           | 備考・出典 |
| ------ | -------------- | -------------- | -------------- | ---------- |
| 長良丸 | 1933年3月28日  | 1934年4月28日  | 1934年8月28日  | [ 7 ]      |
| 能登丸 | 1933年10月2日  | 1934年5月1日   | 1934年10月15日 | [ 8 ]      |
| 那古丸 | 1933年9月26日  | 1934年6月26日  | 1934年10月25日 | [ 9 ]      |
| 能代丸 | 1933年12月7日  | 1934年6月28日  | 1934年11月30日 | [ 8 ]      |
| 鳴門丸 | 1933年10月27日 | 1934年8月29日  | 1934年12月10日 | [ 7 ]      |
| 野島丸 | 1934年2月3日   | 1934年10月24日 | 1935年2月13日  | [ 8 ]      |

また、N型貨物船建造の代わりに見合い船として解体される船は以下のとおりであった。
- 長良丸：「伊予丸」（日本郵船、5,961トン）、「鎌倉丸」（日本郵船、5,845トン）、「河内丸」（日本郵船、5,797トン）
- 那古丸：「若狭丸」（日本郵船、6,266トン）、「丹波丸」（日本郵船、5,844トン）
- 能登丸：「佐渡丸」（日本郵船、5,898トン）、「神奈川丸」（日本郵船、5,853トン）、「博多丸」（日本郵船、6,151トン）
- 能代丸：「天洋丸」（日本郵船、13,041トン）
- 鳴門丸：「蘭貢丸」（日本郵船、5,059トン）、「八幡丸」（日本郵船、3,818トン）、「加賀丸」（日本郵船、5,860トン）
- 野島丸：「安芸丸」（日本郵船、6,022トン）、「三島丸」（日本郵船、7,904トン）

見合解体船のうち、「天洋丸」は日本最初の1万トン越えの貨客船である天洋丸級貨客船の1隻であり、また、「佐渡丸」は日露戦争時にウラジオストク巡洋艦隊の攻撃を受けて損傷した経験を持っていた。この「佐渡丸」と「八幡丸」、「安芸丸」は船舶改善助成施設および優秀船舶建造助成施設で二代目の船が建造され、「鎌倉丸」はローマ字表記問題が生じた「秩父丸」（17,526トン）が1939年（昭和14年）に襲名した。

## 特徴
建造所が横浜船渠・浦賀船渠と三菱長崎造船所に分かれたことにより、搭載するディーゼルエンジンの形式も、建造所の提携先の違いから異なることとなった。「長良丸」と「鳴門丸」、「那古丸」はMAN社系統のディーゼルエンジンを搭載していた。「能登丸」、「能代丸」および「野島丸」は、三菱長崎造船所が提携していたスルザー社系統のディーゼルエンジンを搭載していたが、この時搭載されたのは複働式のものであった。通常のディーゼルエンジンは単働式であるが、馬力を得るために複働式のエンジンが開発され、ちょうどN型貨物船が建造が企図されたころに一種の流行となった。昭和9年に国際汽船の貨物船2隻に7,600馬力型の複働式エンジンを2台製作し、次いでやや馬力を落とした6,700馬力型の複働式エンジンを3台製作して、これを「能登丸」、「能代丸」および「野島丸」に搭載することとなった。
しかし「鹿野丸」（国際汽船、6,940トン）がピストン棒を折損する事故を起こし、3日間漂流しながら修理を行うという事態が起こる。三菱長崎造船所がスルザーとの提携でディーゼルエンジンを製作するようになってからおよそ5年が経っていたものの、複働式エンジンに関する経験はなかった。「鹿野丸」の事故の他、燃焼不良などの故障や整備が面倒なことなど悪評が先行して、複働式エンジンを採用する船主は続かなかった。三菱長崎造船所はこののち、自主開発のMS型ディーゼルエンジンを複働式に改造した「MSD型」を5台製作してA型貨物船に搭載したが、整備に手間がかかること、それに技術革新で単働式2サイクル過給エンジンが登場するに及んで、複働式ディーゼルエンジンはほとんど廃れた。
その他定員の減少と諸設備の簡略化が行われて経費節約を実現し、N型貨物船は総じて日本郵船の貨物船隊の船質向上に寄与したが、総合的には畿内丸型貨物船とくらべて性能が若干下回っていたと評された。それでも、日本郵船の経営の主軸はN型貨物船の就航を契機として旅客から貨物に移すこととなった。

## 就役
N型貨物船6隻は竣工次第ニューヨーク航路に就航し、T型貨物船など旧性能船は新たに開設された中南米行航路などに移っていった。横浜とニューヨーク間の所要日数は、これまでの36日から28日に短縮され、1937年（昭和12年）時点で積載率は平均93パーセントに達し、往航の平均収入は314,900円、復路平均収入は160,900円余になった。その1937年にはN型貨物船を改良し欧州航路向けに建造されたA型貨物船5隻が出そろい、さらにA型貨物船を改正したS型貨物船7隻が計画された。3形式18隻が出そろった暁には東西いずれからも回る世界一周航路の開設も計画され、実際に東回りの世界一周航路が開設されたものの、1939年（昭和14年）9月の第二次世界大戦勃発によって夢物語で終わった。間もなく日米関係の悪化などによって遠洋航路は縮小して優秀船は引き揚げられ、1941年（昭和16年）半ばには定期の遠洋航路は事実上途絶した。「鳴門丸」は昭和16年10月7日に横浜を出港して11月8日にチリのバルパライソに到着し、トコピアに寄港ののち帰国の途に就いたが、その途中の12月8日に真珠湾攻撃で太平洋戦争が勃発し、大迂回の上1942年（昭和17年）1月3日に横浜に帰着、これが1945年（昭和20年）以前に日本に帰着した、交換船を除く最後の外航船となった。
N型貨物船6隻は日本陸軍と日本海軍に3隻ずつ徴傭され、「長良丸」、「那古丸」、「能登丸」は陸軍輸送船に、「能代丸」は特設巡洋艦、「鳴門丸」は特設運送船（給兵）、「野島丸」は特設運送船（雑用）となった。昭和17年中に「長良丸」と「那古丸」がガダルカナル島の戦いで、「野島丸」がキスカ島で戦没し、1943年（昭和18年）には「鳴門丸」が雷撃で沈没した。1944年（昭和19年）には「能代丸」はマニラで空襲により沈没し、最後に残った「能登丸」もレイテ島向けの多号作戦に参加して戦没。戦争終結後の残存船はなかった。

## 行動略歴
| 長良丸 | 1934年から1941年               | ニューヨーク航路                                                           |
| 長良丸 | 1940年9月23日から12月9日       | コロンボで一時抑留                                                         |
| 長良丸 | 1941年9月19日                  | 日本陸軍に徴傭                                                             |
| 長良丸 | 1941年12月8日                  | パタニ上陸作戦                                                             |
| 長良丸 | 1942年                         | ジョナサン・ウェインライトらアメリカ極東陸軍捕虜を輸送                     |
| 長良丸 | 1942年8月                      | 宇品出港                                                                   |
| 長良丸 | 1942年10月31日から11月2日      | ブナ・バサブア攻略戦                                                       |
| 長良丸 | 1942年11月2日                  | 爆撃を受け不発弾命中                                                       |
| 長良丸 | 1942年11月12日                 | ショートランド出撃                                                         |
| 長良丸 | 1942年11月14日                 | サンタイサベル島沖で爆撃を受け沈没                                         |
| 那古丸 | 1934年から1938年               | ニューヨーク航路                                                           |
| 那古丸 | 1938年9月15日から12月15日      | 日本陸軍に徴傭                                                             |
| 那古丸 | 1941年9月23日                  | 日本陸軍に徴傭                                                             |
| 那古丸 | 1941年12月8日                  | シンゴラ上陸作戦                                                           |
| 那古丸 | 1942年9月11日                  | 宇品出港                                                                   |
| 那古丸 | 1942年9月21日から9月27日       | 昭南停泊                                                                   |
| 那古丸 | 1942年9月27日から10月4日       | スラバヤで荷役                                                             |
| 那古丸 | 1942年10月13日                 | ラバウル港外着                                                             |
| 那古丸 | 1942年10月16日                 | ショートランド島エレベンタ沖着                                             |
| 那古丸 | 1942年11月12日                 | ショートランド出撃                                                         |
| 那古丸 | 1942年11月14日                 | ラッセル諸島沖で爆撃を受け沈没                                             |
| 能登丸 | 1934年から1938年               | ニューヨーク航路                                                           |
| 能登丸 | 1938年8月27日から1939年1月14日 | 日本陸軍に徴傭                                                             |
| 能登丸 | 1939年から1941年               | 欧州航路                                                                   |
| 能登丸 | 1941年12月21日                 | 日本陸軍に徴傭                                                             |
| 能登丸 | 1942年9月11日                  | 宇品出港                                                                   |
| 能登丸 | 1942年9月29日                  | メダン着                                                                   |
| 能登丸 | 1942年10月19日                 | ラバウル着                                                                 |
| 能登丸 | 1942年10月31日                 | ブナ・バサブア攻略戦従事中、アメリカ潜水艦「グレイバック」の雷撃により損傷 |
| 能登丸 | 1943年4月                      | 三菱横浜造船所に入渠                                                       |
| 能登丸 | 1944年4月7日から4月24日        | 東松5号往航船団（館山→パラオ）                                             |
| 能登丸 | 1944年4月29日から5月4日        | 東松5号復航船団（パラオ→東京湾）                                           |
| 能登丸 | 1944年5月14日から5月19日       | 東松8号往航船団（館山→サイパン島）                                         |
| 能登丸 | 1944年5月20日から5月26日       | 東松8号復航船団（サイパン島→東京湾）                                       |
| 能登丸 | 1944年8月10日から8月21日       | ヒ71船団（伊万里湾→マニラ）                                                |
| 能登丸 | 1944年8月27日から9月4日        | マモ02船団（マニラ→門司）                                                  |
| 能登丸 | 1944年10月2日から10月26日      | モマ04船団（門司→上海→マニラ）                                             |
| 能登丸 | 1944年10月31日                 | 第二次多号作戦輸送                                                         |
| 能登丸 | 1944年11月2日                  | オルモック湾で荷役中に爆撃を受け沈没                                       |
| 能代丸 | 1934年から1941年               | ニューヨーク航路                                                           |
| 能代丸 | 1941年5月1日                   | 日本海軍に徴傭                                                             |
| 能代丸 | 1941年7月1日                   | 特設巡洋艦                                                                 |
| 能代丸 | 1942年8月5日                   | 特設運送船                                                                 |
| 能代丸 | 1943年3月13日                  | アメリカ潜水艦「グレイバック」の雷撃により損傷                             |
| 能代丸 | 1944年8月10日                  | ヒ71船団                                                                   |
| 能代丸 | 1944年8月19日                  | アメリカ潜水艦「ラッシャー」の雷撃により損傷                               |
| 能代丸 | 1944年9月21日                  | マニラでアメリカ第38任務部隊機の爆撃を受け被弾、火災                       |
| 能代丸 | 1944年9月24日                  | 沈没                                                                       |
| 能代丸 | 1944年11月10日                 | 除籍・解傭                                                                 |
| 鳴門丸 | 1934年から1941年               | ニューヨーク航路                                                           |
| 鳴門丸 | 1941年10月7日                  | 横浜出港                                                                   |
| 鳴門丸 | 1941年11月8日                  | バルパライソ着                                                             |
| 鳴門丸 | 1941年11月30日                 | トコピア出港                                                               |
| 鳴門丸 | 1941年12月8日                  | 太平洋戦争開戦、北緯42度線まで北上                                         |
| 鳴門丸 | 1942年1月3日                   | 横浜着                                                                     |
| 鳴門丸 | 1942年2月10日                  | 日本海軍に徴傭                                                             |
| 鳴門丸 | 1942年2月15日                  | 特設運送船（給兵）                                                         |
| 鳴門丸 | 1942年4月10日                  | 第十一航空艦隊付属                                                         |
| 鳴門丸 | 1943年8月8日                   | アメリカ潜水艦「ホエール」の雷撃により沈没                                 |
| 鳴門丸 | 1943年10月15日                 | 除籍・解傭                                                                 |
| 野島丸 | 1934年から1941年               | ニューヨーク航路                                                           |
| 野島丸 | 1941年7月19日                  | 日本海軍に徴傭                                                             |
| 野島丸 | 1941年9月20日                  | 特設運送船                                                                 |
| 野島丸 | 1941年12月8日                  | シンゴラ上陸作戦                                                           |
| 野島丸 | 1942年8月25日                  | キスカ島着                                                                 |
| 野島丸 | 1942年9月15日                  | キスカ島で停泊中に爆撃を受け、大破                                         |
| 野島丸 | 1942年9月26日および10月1日     | キスカ島で爆撃を受け、大破                                                 |
| 野島丸 | 1942年10月13日                 | 船体放棄                                                                   |
| 野島丸 | 1943年7月1日                   | 解傭                                                                       |
| 野島丸 | 1943年7月10日                  | 除籍                                                                       |

## 要目一覧
| 船名   | 総トン数/ (載貨重量トン数) | 全長/垂線間長 | 型幅   | 型深   | 主機/馬力（最大）                                    | 最大速力    | 出典   |
| ------ | -------------------------- | ------------- | ------ | ------ | ---------------------------------------------------- | ----------- | ------ |
| 長良丸 | 7,148 トン （9,843トン）   | 137.06 m Lpp  | 19.0 m | 10.5 m | 横浜MAN型 ディーゼル機関1基1軸 7,965 馬力            | 18.7 ノット | [ 59 ] |
| 能登丸 | 7,191 トン （9,807トン）   | 137.05 m Lpp  | 19.0 m | 10.5 m | 三菱スルザー型 複働式ディーゼル機関1基1軸 7,425 馬力 | 18.5 ノット | [ 60 ] |
| 那古丸 | 7,145 トン （9,825トン）   | 137.08 m Lpp  | 19.0 m | 10.5 m | 横浜MAN型 ディーゼル機関1基1軸 7,424 馬力            | 18.5 ノット | [ 61 ] |
| 能代丸 | 7,397 トン （9,567トン）   | 137.06 m Lpp  | 19.0 m | 10.5 m | 三菱スルザー型 複働式ディーゼル機関1基1軸 7,490 馬力 | 18.5 ノット | [ 62 ] |
| 鳴門丸 | 7,148 トン （10,359トン）  | 137.06 m Lpp  | 19.0 m | 10.5 m | 横浜MAN型 ディーゼル機関1基1軸 7,310 馬力            | 18.4 ノット | [ 63 ] |
| 野島丸 | 7,190 トン （9,302トン）   | 137.05 m Lpp  | 19.0 m | 10.5 m | 三菱スルザー型 複働式ディーゼル機関1基1軸 7,534 馬力 | 18.6 ノット | [ 64 ] |